# Olexesh

Логотип Olexesh

Олексій Косарев, більш відомий під псевдонімом Olexesh, (нар. 25 лютого 1988, Київ) — німецький репер українського та білоруського походження з Дармштадт-Кранішштейну. Публікує свої роботи на франкфуртському лейблі 385idéal.

## Біографія
Перші шість років життя Олексій провів у Києві. Його батько — білорус, а мати — українка. Батько іммігрував до США, коли Олексію було два роки. До Німеччини Олексій переїхав із матір'ю, коли йому було шість років. Спочатку вони жили у Келкгеймі (Таунус), а пізніше переїхали в Дармштадт-Кранішштейн, де Олексій провів більшу частину своєї молодості. Він відвідував спеціальну школу, виявив любов до реп-музики і врешті почав публікувати власні музичні відеокліпи на YouTube. Першим твором була пісня Super 6.

## Дискографія
Студійні альбоми
| Рік  | Альбом                                                   | Найвищі позиції в чартах | Найвищі позиції в чартах | Найвищі позиції в чартах |
| Рік  | Альбом                                                   | DE                       | AT                       | CH                       |
| ---- | -------------------------------------------------------- | ------------------------ | ------------------------ | ------------------------ |
| 2014 | Nu eta da - Дата випуску: 7 березня - Лейбл: 385idéal    | 7                        | 22                       | 8                        |
| 2015 | Masta - Дата випуску: 27 березня - Лейбл: 385idéal       | 5                        | 5                        | 5                        |
| 2016 | Makadam - Дата випуску: 21 жовтня - Лейбл: 385idéal      | 2                        | 10                       | 4                        |
| 2018 | Rolexesh - Дата випуску: 2 березня - Лейбл: 385idéal     | 1                        | 1                        | 2                        |
| 2019 | Augen Husky - Дата випуску: 13 вересня - Лейбл: 385idéal | 5                        | 13                       | 11                       |

## Цікаві факти
Має багато татуювань, особливо виражене тату герба України  на грудях.